# Konstanty Skirmunt
Konstanty Skirmunt (ur. 30 sierpnia 1866 w majątku Mołodów k. Kobrynia, zm. 24 lipca 1949 w Wałbrzychu) – polski polityk i dyplomata.

## Życiorys
Syn ziemianina Henryka, brat Henryka Skirmunta, brat przyrodni Jadwigi i Marii. Brat stryjeczny Romana Skirmunta, premiera Białoruskiej Republiki Ludowej. Gimnazjum ukończył w Petersburgu, tam też odbył studia prawnicze na uniwersytecie. Potem działał na Grodzieńszczyźnie, Mińszczyźnie i Wileńszczyźnie.
Przed rokiem 1914 członek Rady Państwa Imperium Rosyjskiego. Był członkiem jako hospitant Komitetu Narodowego Polskiego. Był członkiem Centralnego Komitetu Obywatelskiego Królestwa Polskiego w Rosji. W 1916 roku był członkiem Polskiego Towarzystwa Pomocy Ofiarom Wojny. W latach 1917–1918 członek Komitetu Narodowego Polskiego (KNP) w Paryżu. W sierpniu 1917 był przedstawicielem Komitetu Narodowego Polskiego przy królu Włoch i Stolicy Świętej. Od 1918 pracował w Ministerstwie Spraw Zagranicznych.
Był delegatem i doradcą w sprawie zagadnień odpowiedzialności za wywołanie wojny na konferencji pokojowej w Paryżu w 1919 roku.
Po odzyskaniu niepodległości dla swej dotychczasowej funkcji w Rzymie uzyskał status posła RP i ministra pełnomocnego przy królu Włoch (funkcję posła RP przy Stolicy Apostolskiej objął Józef Wierusz-Kowalski), misję pełnił do 11 czerwca 1921.
Od 11 czerwca 1921 do 28 czerwca 1922 roku był ministrem spraw zagranicznych. Był zwolennikiem zbliżenia polsko-czechosłowackiego. Doprowadził m.in. do podpisania umowy politycznej i handlowej 6 listopada 1921 roku, tzw. pakt Skirmunt-Beneš, który jednak nie został ratyfikowany przez strony wobec wznowienia sporów granicznych. 
2 maja 1923 odznaczono go Wielką Wstęgą orderu „Odrodzenia Polski" „za zasługi, położone około ustalania granic Rzeczypospolitej Polskiej".
W latach 1922–1929 poseł RP w Londynie. Po podniesieniu rangi placówki ambasador RP w Londynie, którą to funkcję pełnił do 1934. 
Po przejściu na emeryturę osiadł w rodzinnym majątku Mołodów, gdzie zastał go wybuch wojny we wrześniu 1939 r. Pałac został otoczony przez zrewoltowane chłopstwo, przed którym bronił go pododdział przysłany przez gen. Kleeberga. Następnie uwolniony i ewakuowany przez batalion saperów z Łomży.
Zmarł po wojnie w Wałbrzychu. Pochowany na Cmentarzu Komunalnym przy ul. Cmentarnej (sektor 8-9-1).

## Ordery i odznaczenia
- Wielka Wstęga Orderu Odrodzenia Polski (2 maja 1923)[11][12][8]
- Złoty Krzyż Zasługi (12 listopada 1932)[13][11][14]
- Medal Dziesięciolecia Odzyskanej Niepodległości[11]
- Order Gwiazdy Rumunii I klasy (Rumunia)[11]
- Order Orła Białego I klasy (Jugosławia)[11]
- Order Legii Honorowej I klasy (Francja)[11]
- Order Leopolda I klasy (Belgia)[11]
- Order Lwa Białego I klasy (Czechosłowacja)[11]
- Order Białej Róży Finlandii I klasy (Finlandia)[11]
- Order Świętego Olafa I klasy (Norwegia)[11]
- Order Zasługi I klasy (Austria)[11]
- Order Korony Włoch I klasy (Włochy)[11]
- Order Wiktoriański I klasy (1936, Wlk. Brytania)[11][15]